# One the Woman
One the Woman (hangul: 원 더 우먼; rr: Won Deo Umeon) é uma telenovela sul-coreana exibida pela SBS TV de 17 de setembro a 6 de novembro de 2021, estrelada por Honey Lee, Lee Sang-yoon, Jin Seo-yeon e Lee Won-geun.

## Enredo
A vida de Jo Yeon-joo (Honey Lee), uma promotora intrigante, dá uma guinada completa depois de acordar de um coma e descobrir que ela sofre de amnésia causada por um acidente de carro. Ele é confundido com Kang Mi-na, uma mulher que se parece com ele. Mi-na é a filha mais nova do Grupo Yumin e a segunda nora da família Han, proprietária do Grupo Hanju.
Han Seung-wook (Lee Sang-yoon) é um chaebol que ainda aprecia seu primeiro amor. Ele deixou a Coreia do Sul porque queria evitar a selvageria de lutar por uma herança, mas voltou para descobrir a verdade por trás da trágica morte de seu pai. Quando ele encontra seu primeiro amor por acaso, ele não quer perdê-la novamente.

## Elenco

### Elenco principal
- Honey Lee como Jo Yeon-joo / Kang Mi-na[3][4]
  - Kim Do-yeon como Jo Yeon-joo / jovem Kang Mi-na[5]

1. Jo Yeon-joo: graduada pela Escola de Direito da Universidade Nacional de Seul, ela trabalha no Gabinete do Promotor do Distrito Central de Seul.
2. Kang Mi-na: filha mais nova do Grupo Yumin e segunda nora do Grupo Hanju.

- Lee Sang-yoon como Han Seung-wook / Alex Chang[6]
  - Kim Young-hoon como o jovem Han Seung-wook

Um chaebol de terceira geração, ele é o único filho do falecido irmão do presidente Han e ex-namorada de Kang Mi-na.
- Jin Seo-yeon como Han Seong-hye[7]

Mulher de negócios talentosa, ela é a filha mais velha do Grupo Hanju e cunhada de Kang Mi-na. Um herdeiro ambicioso, ele fará de tudo para conseguir o que deseja, até mesmo se livrar de seus irmãos para se tornar o principal herdeiro do grupo Hanju.
- Lee Won-geun como Ahn Yoo-jun[8]

Amigo da universidade de Jo Yeon-joo que vem de uma família rica e trabalha como promotor no Gabinete do Promotor Distrital de Seopyeong.

### Elenco de apoio

#### Família do Grupo Hanju
- Song Won-seok como Han Seong-woon[9]

O segundo filho do Grupo Hanju, casou-se com Kang Mi-na.
- Jeon Kuk-hwan como Han Young-sik[10][11]

Presidente do Grupo Hanju, um dos principais conglomerados da Coreia do Sul. Ele é o sogro de Kang Mi-na.
- Na Young-hee como Seo Young-won[11]

Sogra de Kang Mi-na.
- Song Seung-ha como Han Sung-mi[9]

Filha mais nova do Grupo Hanju.
- Jo Yeon-hee como Heo Jae-hee[12]

A primeira nora do Grupo Hanju. Ela é viúva.
- Shin Seo-woo como Han Seon-woo

Filho de Heo Jae-hee e único neto do Grupo Hanju.

#### Pessoas em torno da família Han
- Kim Chang-wan como Noh Hak-tae[11]

Ex-promotor e atual chefe da equipe jurídica do Grupo Hanju, ele é amigo próximo do pai de Han Seung-wook.
- Ye Soo-jung como Kim Kyung-shin[11]

Apelidada de "Diretora Kim", ela é a governanta do Grupo Hanju e uma mulher cheia de mistério.
- Kim Bong-man como Jeong Do-woo[9]

Guarda-costas e assistente de Han Seong-hye.
- Jiyun Kim Huong como Trang

Um garçom vietnamita.

#### Pessoas ao redor de Jo Yeon-joo
- Kim Won-hae como Ryu Seung-deok[10][13]

Jo Yeon-joo sênior e um dos subchefes do Gabinete do Promotor do Distrito Central de Seul.
- Jung In-gi como Kang Myung-guk[13]

Pai de Jo Yeon-joo.
- Lee Gyu-bok como Wang Pil-gyu[13]

Um ex-gângster e dono de um restaurante de sushi. A pedido de Yeon-joo, ela auxilia a vítima em vingança pessoal contra o agressor que foi libertado após pagar a multa.
- Jo Dal-hwan como Choi Dae-chi[13][14]

Um ex-gângster e braço direito de Wang Pil-gyu.

### Outros
- Park Jeong-hwa como Park So-yi[9][15]

Amante de Han Seong-woon. Ele é um locutor do Nine O'Clock News.
- Kim Jae-young como Lee Bong-sik[13]

Um trapaceiro.
- Hwang Young-hee como Kang Eun-hwa[10][16]

Tia paterna de Kang Mi-na e presidente da Fundação Yumin.

### Participações especiais
- Kim Nam-gil como sacerdote que leva ao céu[17]
- Jin Seon-kyu como entregador de frango[18]
- Sung Byung-sook como a avó de Yeon-joo
- Chun-sik[19]

## Trilha sonora

### Parte 1
| Lançado em: 24 de setembro de 2021 |                                                  |                |         |  |
| N.º                                | Título                                           | Artista        | Duração |  |
| 1.                                 | "Ride a Bike by Guitar" (기타로 오토바이를 타자) | Soulman        | 3:39    |  |
| 2.                                 | "Ride a Bike by Guitar" (Inst.)                  |                | 3:44    |  |
| Duração total:                     | Duração total:                                   | Duração total: | 7:22    |  |

### Parte 2
| Lançado em: 1 de outubro de 2021 |                               |                |         |  |
| N.º                              | Título                        | Artista        | Duração |  |
| 1.                               | "Let Me Hug You" (안아줄게요) | Jungyup        | 3:23    |  |
| 2.                               | "Let Me Hug You" (Inst.)      |                | 3:23    |  |
| Duração total:                   | Duração total:                | Duração total: | 6:47    |  |

### Parte 3
| Lançado em: 15 de outubro de 2021 |                   |                |         |  |
| N.º                               | Título            | Artista        | Duração |  |
| 1.                                | "Someday"         | Chungha        | 3:22    |  |
| 2.                                | "Someday" (Inst.) |                | 3:22    |  |
| Duração total:                    | Duração total:    | Duração total: | 6:44    |  |

### Parte 4
| Lançado em: 23 de outubro de 2021 |                   |                |         |  |
| N.º                               | Título            | Artista        | Duração |  |
| 1.                                | "Tell Me"         | Minsu          | 3:37    |  |
| 2.                                | "Tell Me" (Inst.) |                | 3:38    |  |
| Duração total:                    | Duração total:    | Duração total: | 7:16    |  |

### Parte 5
| Lançado em: 5 de novembro de 2021 |                             |                |         |  |
| N.º                               | Título                      | Penyanyi       | Duração |  |
| 1.                                | "Still In My Heart"         | Jo Jang-hyuk   | 3:17    |  |
| 2.                                | "Still In My Heart" (Inst.) |                | 3:17    |  |
| Duração total:                    | Duração total:              | Duração total: | 7:34    |  |

## Recepção
Na tabela abaixo, os números azuis representam as audiências mais baixas e os números vermelhos representam as audiências mais elevadas.
| Episódio | Data de transmissão original | Audiência média | Audiência média | Audiência média |
| Episódio | Data de transmissão original | Nielsen Korea   | Nielsen Korea   | TNmS            |
| Episódio | Data de transmissão original | Em todo o país  | Seul            | Em todo o país  |
| -------- | ---------------------------- | --------------- | --------------- | --------------- |
| 1        | 17 de setembro de 2021       | 8,2% (ke-5º)    | 9,0% (ke-4º)    | 8,1% (ke-5º)    |
| 2        | 18 de setembro de 2021       | 7,1% (7º)       | 8,0% (5º)       | 7,0% (6º)       |
| 3        | 24 de setembro de 2021       | 12,7% (3º)      | 13,2% (3º)      | 10,6% (3º)      |
| 4        | 25 de setembro de 2021       | 12,6% (2º)      | 12,7% (2º)      | 10,8% (2º)      |
| 5        | 1 de outubro de 2021         | 13,4% (3º)      | 14,6% (4º)      | 11,2% (3º)      |
| 6        | 2 de outubro de 2021         | 13,0% (2º)      | 13,1% (2º)      | 10,8% (2º)      |
| 7        | 8 de outubro de 2021         | 15,0% (2º)      | 15,7% (1º)      | 12,5% (2º)      |
| 8        | 9 de outubro de 2021         | 13,5% (2º)      | 13,9% (2º)      | 11,5% (2º)      |
| 9        | 15 de outubro de 2021        | 14,0% (2º)      | 15,1% (1º)      | 11,2% (3º)      |
| 10       | 16 de outubro de 2021        | 13,3% (2º)      | 14,1% (2º)      | 11,2% (2º)      |
| 11       | 22 de outubro de 2021        | 14,0% (2º)      | 14,5% (1º)      | 11,6% (3º)      |
| 12       | 23 de outubro de 2021        | 12,5% (2º)      | 13,4% (2º)      | 10,1% (2º)      |
| 13       | 29 de outubro de 2021        | 16.0% (2º)      | 16.9% (1º)      | 13.2% (3º)      |
| 14       | 30 de outubro de 2021        | 16.9% (2º)      | 17.7% (2º)      | 13.8% (2º)      |
| 15       | 5 de novembro de 2021        | 16.7% (1º)      | 17.2% (1º)      | 13.5% (2º)      |
| 16       | 6 de novembro de 2021        | 17.8% (2º)      | 18.5% (2º)      | 15.4% (2º)      |
| Média    | Média                        | 13.54%          | 14.22%          | 11.41%          |